# Dorfkirche Passow (Schwedt/Oder)

Dorfkirche Passow

Die evangelische Dorfkirche Passow ist eine frühgotische Feldsteinkirche in Passow (Schwedt/Oder) im Landkreis Uckermark in Brandenburg. Sie gehört zur Kirchengemeinde Schwedt/Oder im Kirchenkreis Uckermark der Evangelischen Kirche Berlin-Brandenburg-schlesische Oberlausitz und kann nach Anmeldung besichtigt werden.

## Geschichte und Architektur
Die Dorfkirche Passow ist ein rechteckiger Feldsteinsaal aus der zweiten Hälfte des 13. Jahrhunderts. Der etwa schiffsbreite Westturmunterbau wurde vermutlich nach dem Dreißigjährigen Krieg in unregelmäßigem Mauerwerk verkürzt erneuert, der verbretterte Aufsatz ist mit einer achteckigen Laterne von 1822 versehen. Die Sakristei im Südosten wurde im 18. Jahrhundert zum Erbbegräbnis umgebaut, die Fenster im 19. Jahrhundert nach unten verlängert. Die Kirche wurde 1959 restauriert. Im Norden sind zwei vermauerte Spitzbogenportale zu finden. An der Nordostecke ist ein Gruppenfenster aus zwei Lanzetten und einem Kreisfenster in einer Spitzbogenblende angeordnet; das linke Fenster ist durch den in die Blende einschneidenden Zugang zur ehemaligen Patronatsloge verkürzt. In der Ostwand ist eine Rundbogenblende aus Backstein mit gestaffelter Dreifenstergruppe, Blende und Mittelfenster mit eingelegtem Rundstab zu finden, im Giebel sind zwei Reihen schmaler Rundbogenblenden angeordnet.
Das Innere ist durch eine mit Balken in Quadrate unterteilte Holzdecke gedeckt. Im Westen wurde eine zweigeschossige Hufeisenempore in der zweiten Hälfte des 19. Jahrhunderts eingebaut.

## Ausstattung
Hauptstück der Ausstattung ist ein großer, künstlerisch wertvoller Schnitzaltar vom Anfang des 16. Jahrhunderts, der möglicherweise vom Lübecker Meister des Altars der Prenzlauer Marienkirche beeinflusst ist. In den Jahren 1993–1998 wurden drei Figuren restauriert. Im Mittelschrein ist Maria mit dem Kind zwischen Anna selbdritt und Johannes dem Täufer angeordnet, in den Flügeln zweireihig die zu Dreiergruppen geordneten Apostel, in der Predella der Heilige Georg mit elf weiblichen Heiligen. Alle Figuren sind unter Rankenschleiern angebracht, unter den Skulpturen an der Schreininnenwand finden sich Unterzeichnungen, die Umriss und Haltung vorgeben. Auf den Flügelrückseiten sind vier Gemälde der Passion Christi, als Bekrönung ist eine weiß gefasste Kreuzigungsgruppe angeordnet.
Die hölzerne Kanzel mit Ecksäulchen am polygonalen Korb und Schalldeckel stammt aus dem ersten Viertel des 17. Jahrhunderts und wurde später durch einen grauen Anstrich entstellt. Der Taufstein aus Tonguss mit muschelförmigem Becken auf blattwerkverziertem Fuß stammt aus der zweiten Hälfte des 19. Jahrhunderts. Die Orgel war ursprünglich ein Werk von Joachim Wagner aus dem Jahr 1744/45, der Orgelprospekt ist mit Schnitzwangen und Putten aus der zweiten Hälfte des 18. Jahrhunderts verziert, ein zweiter Prospektteil wurde als Emporenbrüstung verwendet. Das Instrument wurde um 1865 unter Verwendung des barocken Prospekts durch ein Werk von Friedrich Wilhelm Kaltschmidt mit neun Registern auf einem Manual und Pedal ersetzt.
Ein silbervergoldeter Kelch und eine Patene stammen aus dem Jahr 1694. Ein Leuchterpaar aus Messing wurde am Ende des 17. Jahrhunderts gefertigt. Das gusseiserne Altarkruzifix stammt aus der ersten Hälfte des 19. Jahrhunderts.